# Ciclul solar 3
Ciclul solar 3 a fost al treilea ciclu solar din 1755, când a început înregistrarea extensivă a activității petelor solare. Ciclul solar a durat 9,3 ani, începând în iunie 1775 și terminând în septembrie 1784. Numărul maxim netezit de pete solare observat în timpul ciclului solar a fost de 264,3 (mai 1778), iar minimul de început a fost de 12,0.

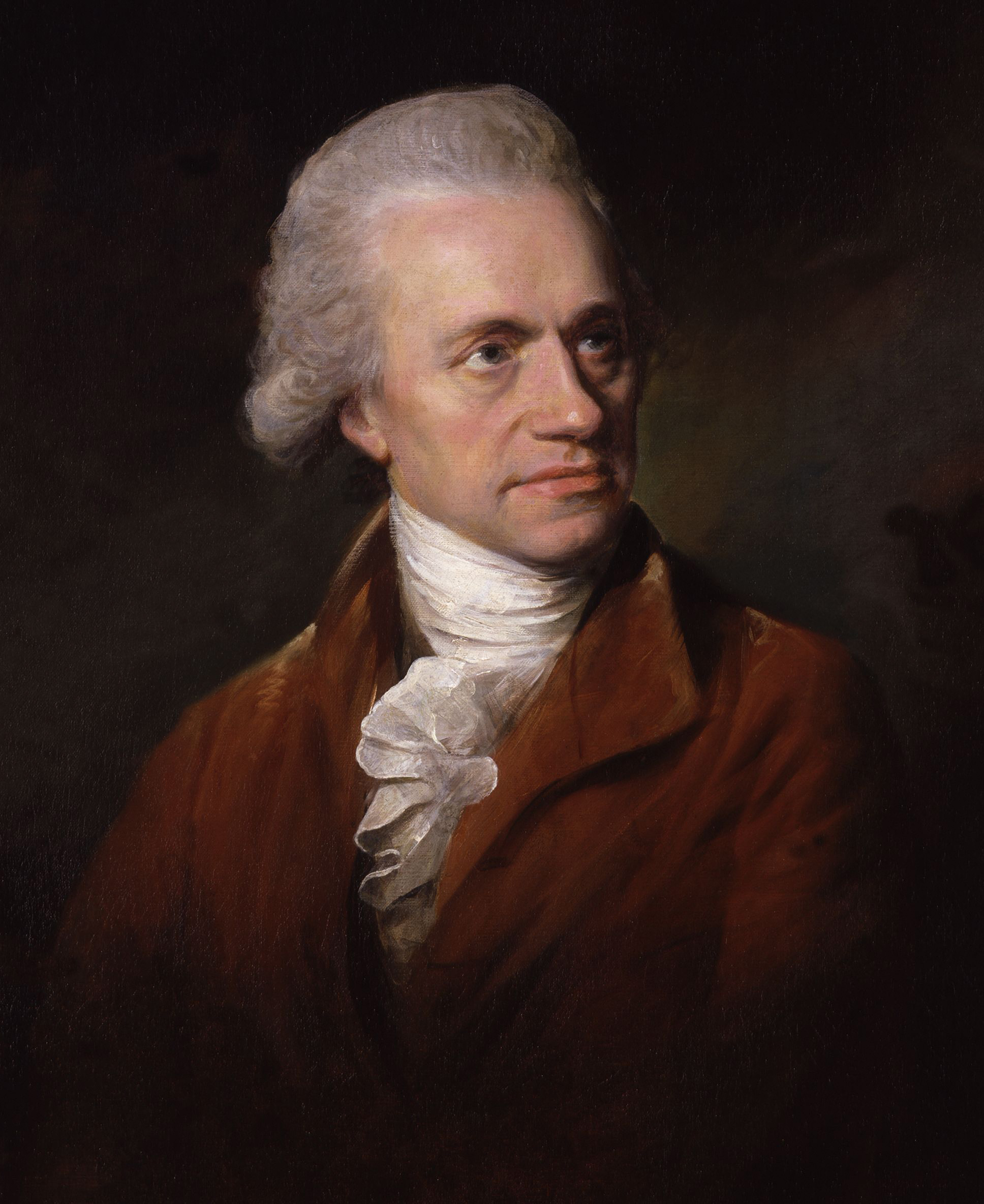
William Herschel a început să observe petele solare în această perioadă.